# Hydroptila wetumpka
Hydroptila wetumpka är en nattsländeart som beskrevs av Harris 1991. Hydroptila wetumpka ingår i släktet Hydroptila och familjen smånattsländor. Inga underarter finns listade i Catalogue of Life.